# Depot von Trebbichau an der Fuhne
Das Depot von Trebbichau an der Fuhne (auch Hortfund von Trebbichau an der Fuhne) ist ein Depotfund der frühbronzezeitlichen Aunjetitzer Kultur (2300–1550 v. Chr.) aus Trebbichau an der Fuhne, einem Ortsteil der Gemeinde Südliches Anhalt im Landkreis Anhalt-Bitterfeld (Sachsen-Anhalt). Das Depot befindet sich heute in der Prähistorischen Sammlung im Schloss Köthen.

## Fundgeschichte
Das Depot wurde 1937 am nördlichen Ortsrand in der Gemeindelehmgrube gefunden.

## Zusammensetzung
Das Depot war in einem Keramikgefäß niedergelegt worden. Dieses ist bauchig und weist einen geglätteten Halsteil und einen gerauten Unterteil auf. Das Gefäß enthielt 21 Bronzegegenstände: sieben Thüringer Ringe, neun schwere ovale offene Ringe, drei Blutegelringe und zwei Armmanschetten.
Von den Thüringer Ringen weisen einige Strichgruppenverzierungen an den Enden auf, einige besitzen verdickte (Stollen-)Enden. Bei den schweren ovalen Ringen lässt sich eine Abstufung nach Größe und teilweise auch nach Gewicht feststellen. Einige weisen ebenfalls Strichgruppenverzierungen an den Enden auf. Einige dieser Ringe sind stark abgenutzt. Die Blutegelringe haben unterschiedliche Größen. Die Manschetten sind lang und geschlossen. Sie weisen eine Verzierung aus Querrippen sowie jeweils vier Gussnähte auf.